# AirAsia X
Now Everyone Can Fly Xtra Long
AirAsia X est une compagnie aérienne à bas prix (low cost) long courrier, créée en 2007 et basée à Kuala Lumpur en Malaisie. Filiale d’AirAsia, dont elle partage uniformes, billetterie et livrée, elle dessert seize destinations à l’été 2013 avec une flotte de 10 Airbus A330.

## Histoire

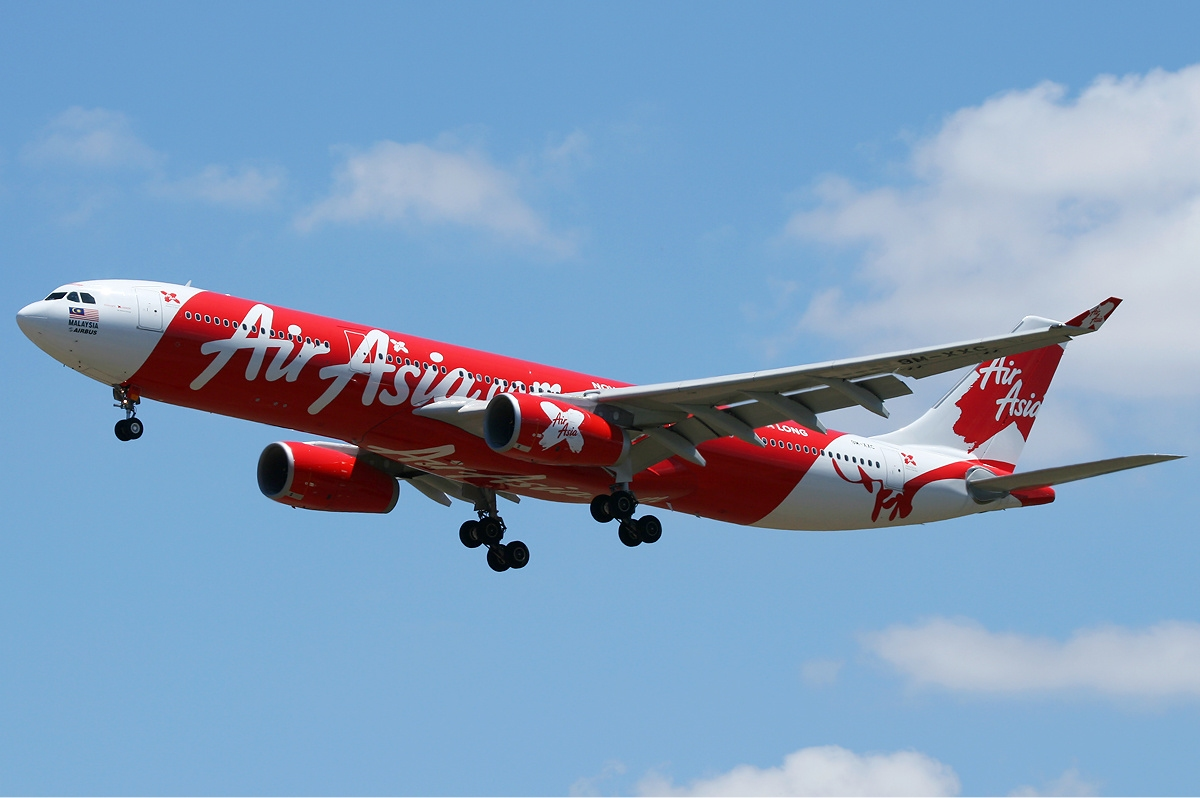
An AirAsia X Airbus A330-300

En mai 2007, Tony Fernandes, fondateur d’AirAsia, annonce son intention de desservir l’Australie, à l’aide d’une nouvelle compagnie basée sur un transporteur qu’il possède déjà, FlyAsianXpress (lancée en 2006, et dont le réseau régional sera cédé à Malaysia Airlines). Sir Richard Branson, président de la compagnie anglaise Virgin Atlantic, prend 20 % du capital d’AirAsia X ; le premier avion est livré en septembre, le vol inaugural vers Gold Coast ayant lieu le 2 novembre 2007. Son réseau s’étend progressivement vers L’Australie, Singapour, Taïwan, la Chine et l’Inde. 
AirAsia X lance ses premiers vols vers l’Europe en mars 2009, vers Londres puis deux ans plus tard vers Paris . L’expérience est abandonnée fin mars 2012 en raison de l’envolée des cours du pétrole et de taxes trop élevées, les lignes vers Delhi et Mumbai étant également supprimées. La route vers Téhéran disparait en octobre 2012, pour cause de « conditions difficiles ».
En juin 2013, AirAsia X lève près de 310 millions de dollars à la bourse de Kuala Lumpur, qui devraient lui servir à lancer des filiales en Thaïlande et Indonésie.

### Depuis 2020: crise du Covid-19
En novembre 2020, un plan de restructuration de la dette de sept milliards d'euros de la société est voté à l'unanimité (99% des créanciers). Seul 0,5% de cette dette sera remboursée. Dans ce cadre, AirAsia X annule en novembre 2021 la commande de 70 appareils à Airbus.

## Flotte

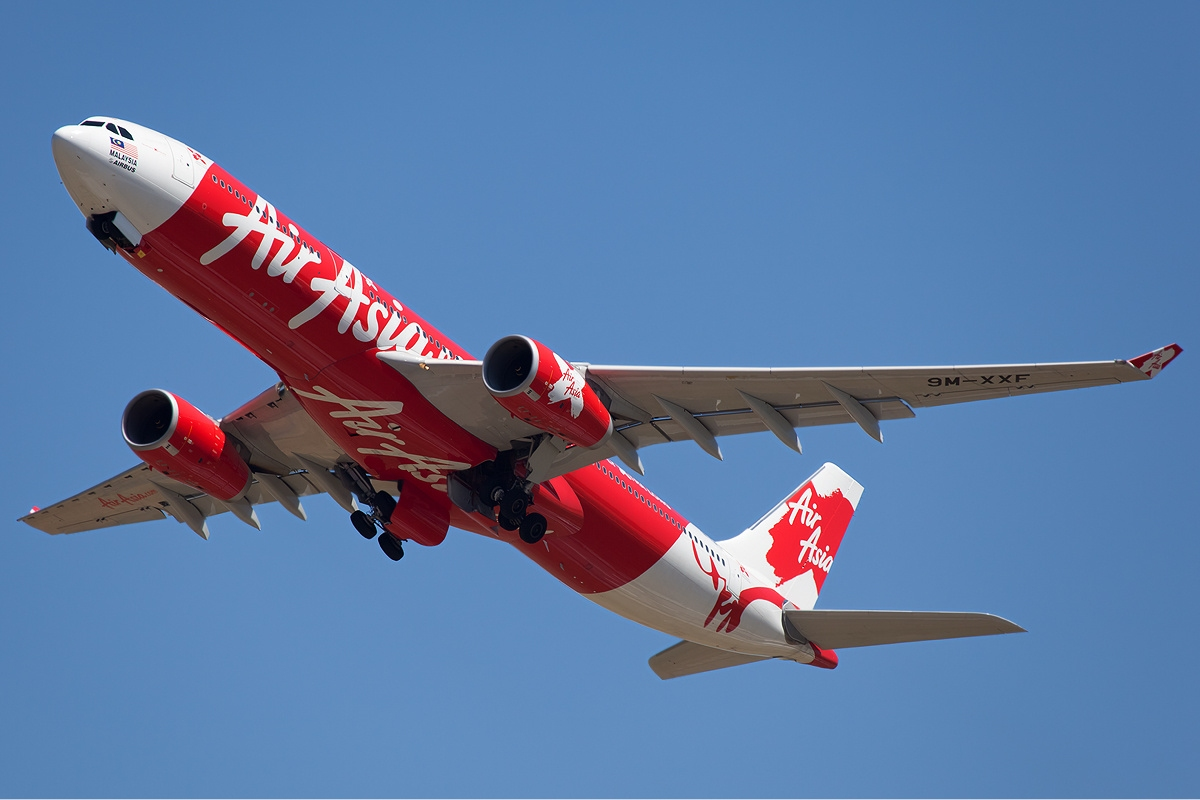
Un Airbus A330-300 d'AirAsia X décollant de aéroport de Perth

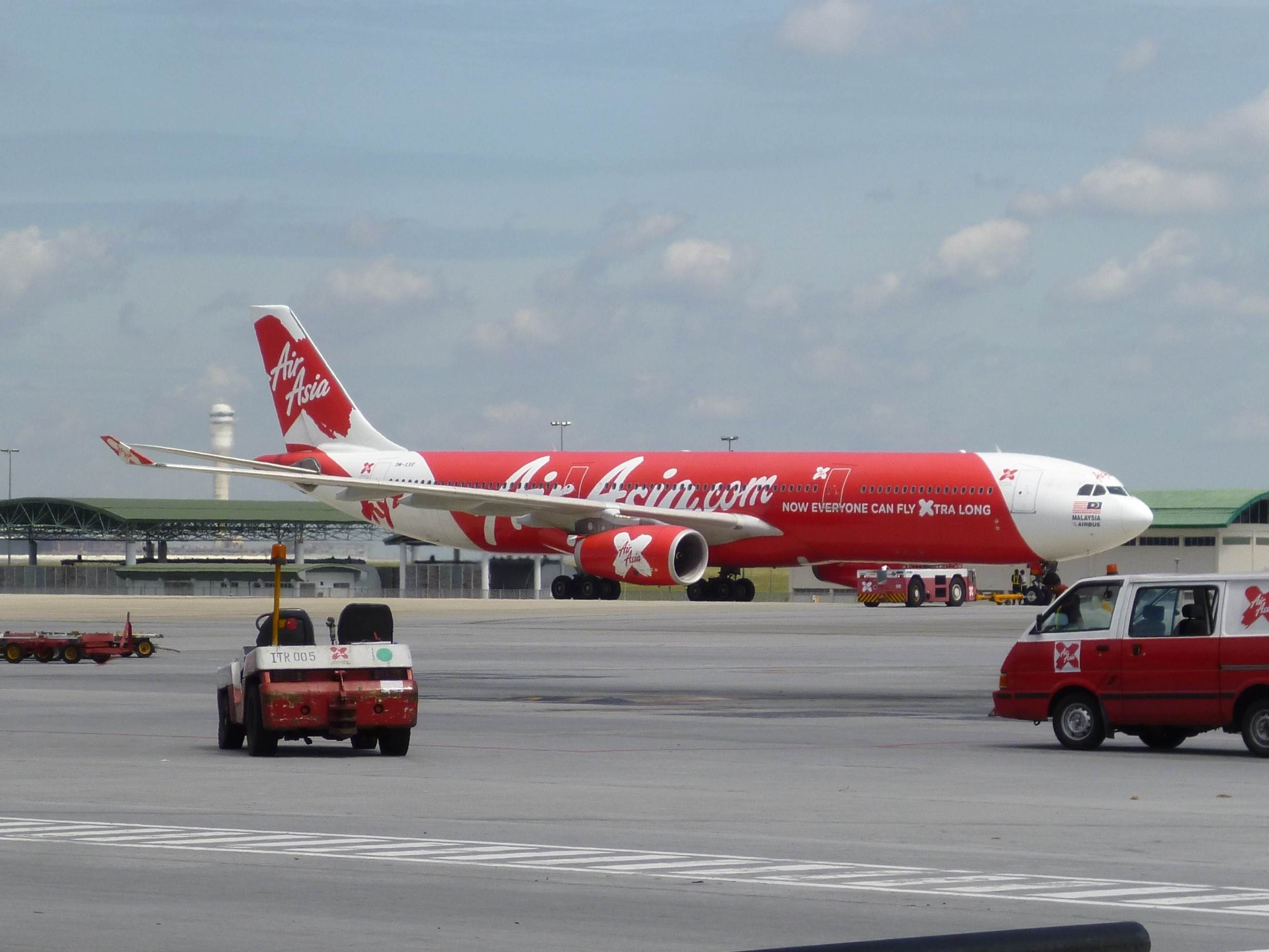
Un Airbus A330-300 d'Air Asia X à l'aéroport de Kuala Lumpur

En mai 2016, la flotte d’AirAsia X comprend les avions suivants,: